# Alexander Kircher
Alexander Kircher, dit Alex Kircher, est un peintre et illustrateur autrichien né à Trieste le 26 février 1867 et mort à Berlin le 16 septembre 1939.
Il est un important illustrateur de la période 1900-1930.

## Biographie

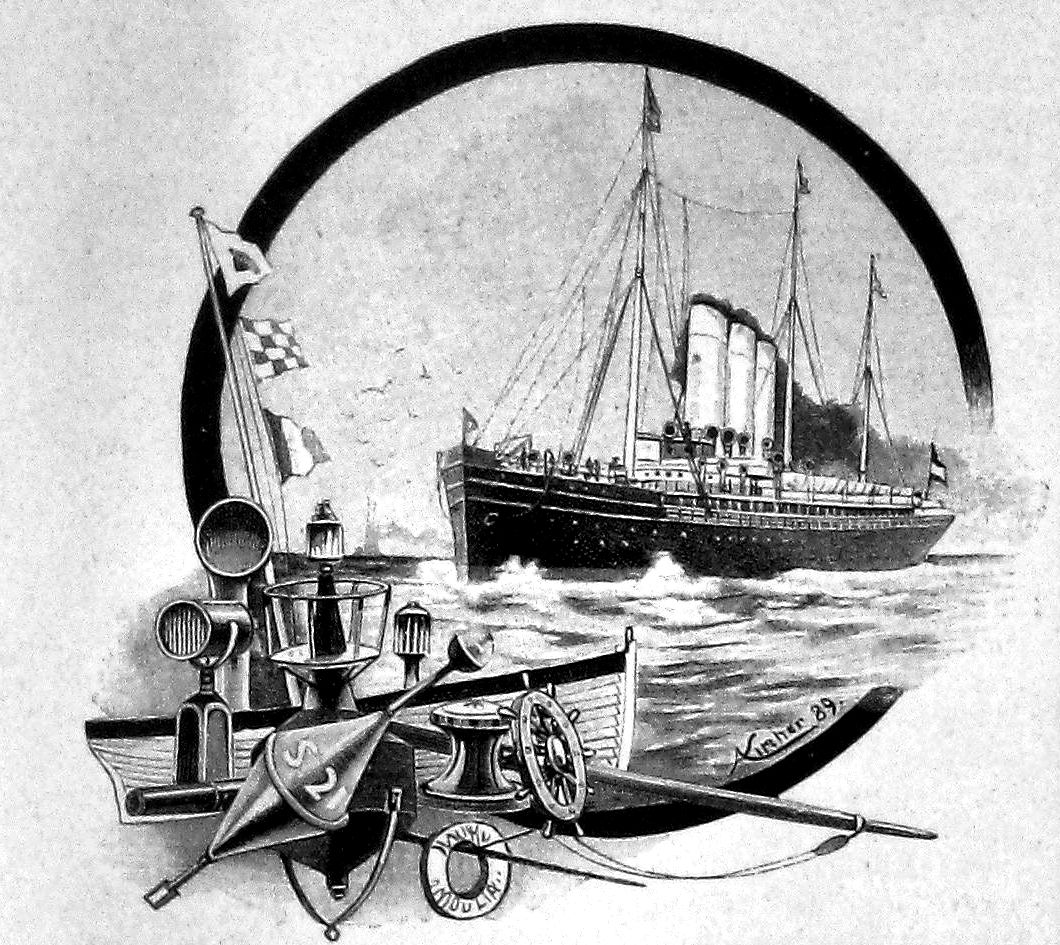
Le Vapeur “Columbia” (HAPAG), illustration parue dans Die Gartenlaube (1890).

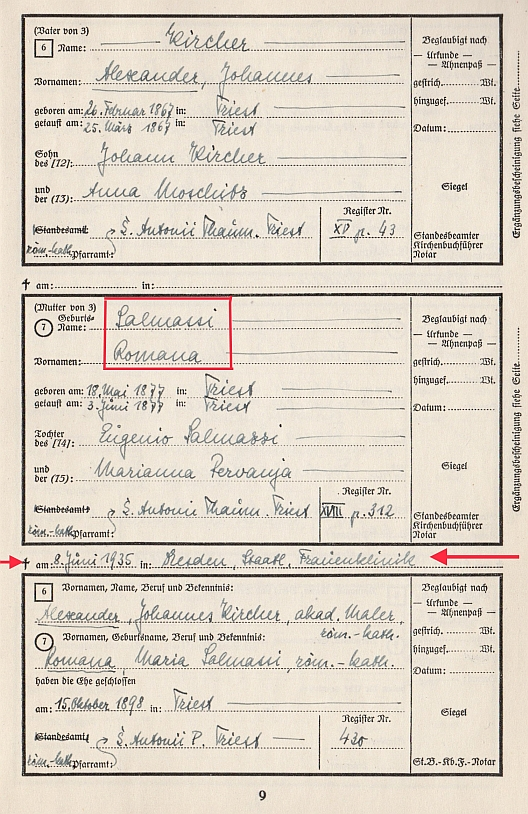
Détail du passeport de la famille Kircher-Salmassi.

Alexander est né à Trieste et a grandi Via San Lazzaro sur le Grand Canal près du port où il a développé un intérêt pour les navires et la mer. Cela le conduit à vouloir devenir un officier dans la marine autrichienne, mais en raison d'une blessure au pied, sa demande est rejetée.

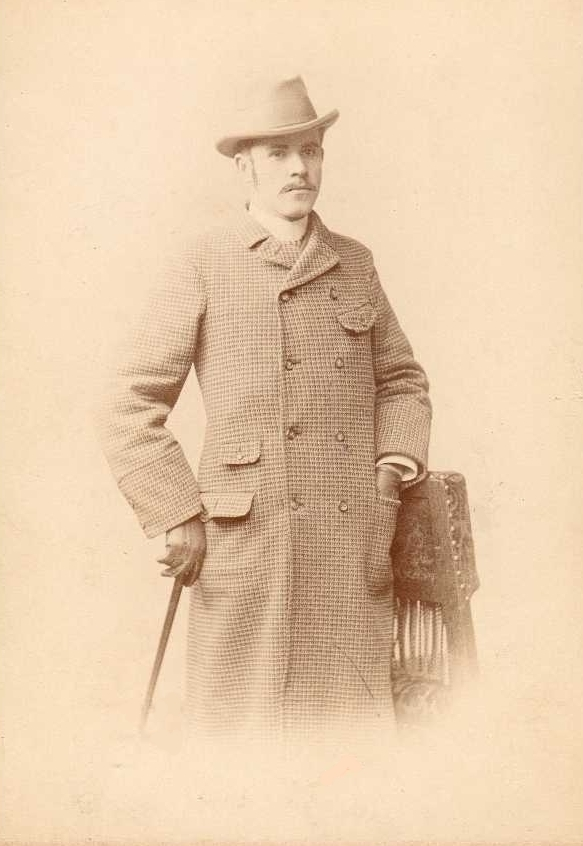
Le jeune Alexander Kircher en 1892 à Berlin.

En 1888, il commence à étudier à l'Académie des Beaux-Arts de Berlin, et se spécialise en peinture marine. Ses professeurs sont Hans Fredrik Gude et Hermann Eschke. Après avoir terminé sa formation, Kircher entreprend des voyages d'étude approfondies qui l'ont mené partout en Europe, en Scandinavie, en Grèce, au Proche-Orient, en Égypte et en Amérique du Nord. En 1893, il participe à l'exposition universelle de Chicago aux côtés du peintre naval allemand Hans von Petersen[source insuffisante]. Alexander Kircher a également travaillé comme illustrateur pour les magazines populaires allemands et étrangers.

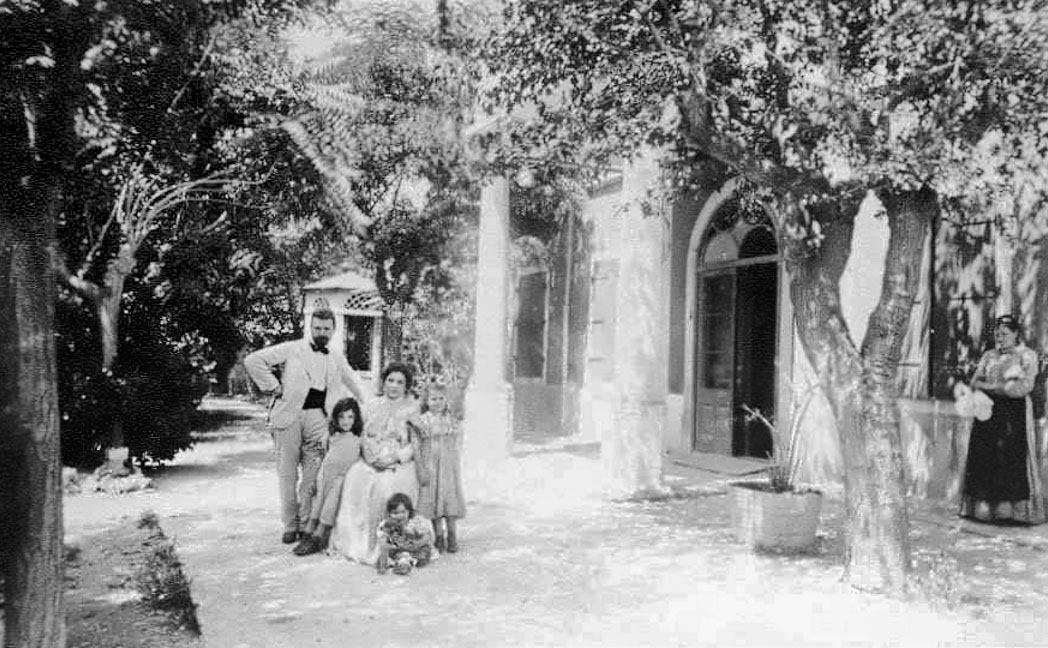
La famille Kircher devant leur maison à Trieste (1903).

On peut citer par exemple : l'Leipziger Illustrirte Zeitung, le Journal illustré de la famille, Die Gartenlaube, ses écrits sur l'Autriche et l'Union de la flotte allemande (Berlin), ses productions pour l'éditeur viennois Philipp & Kramer (une série de cartes postales, Dalmatie et en Istrie), etc.. En outre, signalons l'édition londonienne de cartes postales chez Raphael Tuck & Sons, Max Ettlinger & Co, Misch & Co., etc.
De 1895 à 1900, il est professeur à l'Académie des beaux-arts de Trieste. Il épouse Romana Salmassi dans l'église de Sant'Antonio Taumaturgo[source insuffisante] le 15 octobre 1898 et le couple a trois fils et trois filles. En 1904, après un passage à Vienne, Alexander Kircher déménage avec sa famille à Dresde où il vit jusqu'en 1906. Il devient membre de l'Association des artistes indépendants de Dresde. La famille déménagea plus tard en 1906 à Moritzburg et en 1922 à Radebeul. En juin 1935, Romana Kircher meurt. Alexandre s'installe ensuite à Klotzsche, aujourd'hui banlieue de Dresde[source insuffisante].

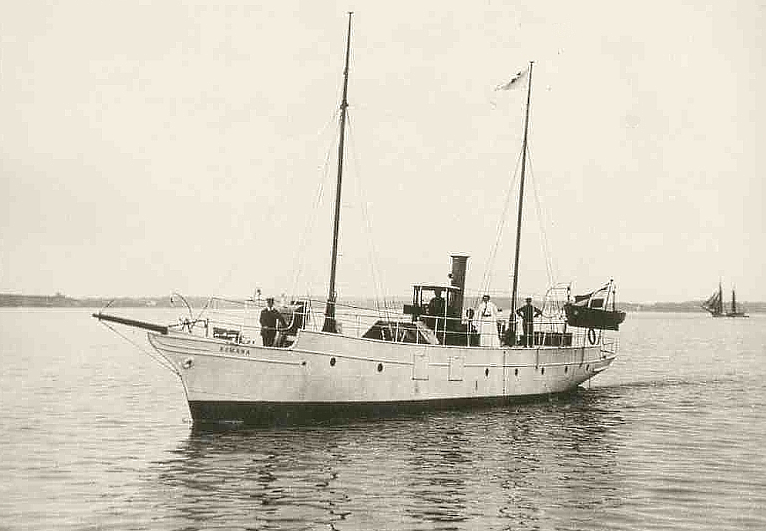
Alexander Kircher et sa femme Romana à bord de leur yacht Romana vers 1910.

S'attachent à lui d'importants mécènes, des personnalités influentes issues de la noblesse et de l'industrie lourde, en particulier la navigation, mais la renommée de l'artiste est principalement venue de l'empereur autrichien François-Joseph Ier et de l'empereur allemand Guillaume II[source insuffisante].

Ces deux princes ont commandé à Kircher de nombreux tableaux, y compris un ensemble de fonds marins destinés à la flotte de la marine impériale et à la marine allemande. En avril 1916, Kriher rejoint volontairement un groupe d'artistes qui se mettent au service du ministère de la guerre autrichien. Son projet pour le Neue Burg est refusé en novembre 1917.

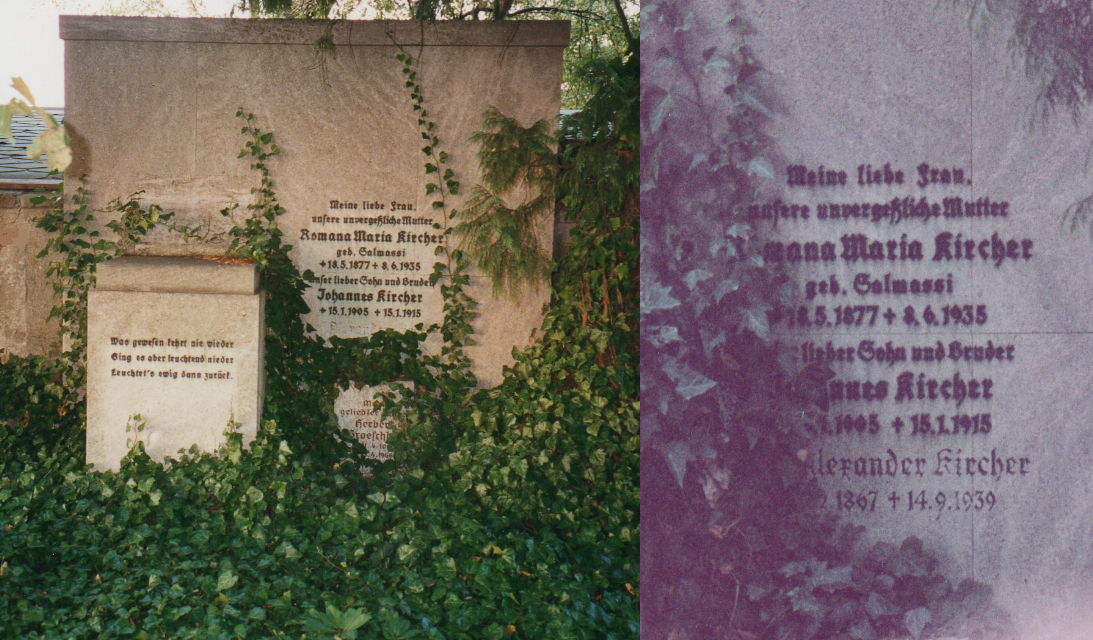
Tombe de la famille Kircher dans le cimetière de Moritzburg (Saxe).

Des peintures de cette période de travail se trouvent exposés en Autriche au musée d'Histoire militaire à Vienne et au musée de l'archiduc François-Ferdinand Musée d'Arstetten. Le musée océanique graphique de Berlin conserva une centaine de toiles de fonds marins[source insuffisante], jusqu'à ce qu'il soit complètement détruit par les bombardements à la fin de la Seconde Guerre mondiale. Les peintures avaient furent sauvées, et certaines sont maintenant dans les archives du Centre des sciences de la mer de l'Académie navale de Mürwik, où vingt-deux d'entre elles ont été redécouvertes récemment. Ce fonds comprenait à l'origine une centaine de peintures représentant le développement de l'industrie maritime allemande depuis plus de mille ans, que Kircher peignit à partir de 1919.
Deux autres lieux publics conservent des œuvres de Kircher : le musée de la ville de Rovinj et le Musée maritime de Split, en Croatie. Le musée de Split a plus de trente tableaux de Kircher. Rovinj a sa propre salle Kircher avec douze toiles exposées en permanence. Ces peintures proviennent de la collection de l'industriel autrichien Johann Georg Ritter von Hütterott[source insuffisante].
La plupart de ses tableaux l'artiste sont signés «Alex Kircher ».
Alexander Kircher meurt le 16 septembre 1939 à Berlin, ville qui fut l'endroit où il a appris son art et peint sa dernière toile. Son corps a été transféré à Moritzburg et enterré dans le cimetière de la ville, dans le caveau de la famille de Kircher. La tombe jouxte celle du peintre Emil Rieck[source insuffisante].

## Récompenses et décorations
Alexander Kircher a reçu l'ordre d'Isabelle la Catholique — son titre est Caballero de la Real Orden de Isabel La Católica — à la suite d'une commande et en remerciement de services rendus à l'art et la science en Espagne. Il dut reçut à l'ambassade d'Espagne à Berlin en février 1909.

## Autres
Le musée de la Marine austro-hongrois, le Gallerion, situé à Novigrad en Croatie, sont exposées plusieurs répliques et aussi des reproductions photographiques de peintures de Kircher.

## Œuvre (extrait)
- SMS Erzherzog Karl. Huile sur toile, 50 x 75 cm. Musée de l'archiduc Franz Ferdinandà, Artstetten, Basse-Autriche[20].
- La bataille de Lissa. Huile sur toile, 1866, 318 × 705 cm. Musée d'histoire militaire de Vienne.
- Lancé Viribus Unitis. Huile sur toile, 1910, 65 x 94 cm. Musée d'histoire militaire de Vienne.
- SMS Novara. Huile sur toile, 118 × 100 cm. Musée d'histoire militaire de Vienne.
- Navires à passagers Isonzo dans le golfe de Trieste. Huile sur toile, 1917, 300 x 690 cm, Inv. No: BPA 012797, Musée des techniques de Vienne[21].
- Le Combat de Rügen. Huile sur toile, 70 × 100 cm. Centre de formation de la Marine Sciences Flensburg-Mürwik, Allemagne.
- Cruiser frégates Stosch, Gneisenau et Stein. Huile sur toile, 70 × 100 cm. Marine Sciences Flensburg-Mürwik, Allemagne.
- SMS Emden (1908) au combat. Huile sur toile, en 1910, 101 × 150 cm. Musée de la Ville-Warleberger Hof, Kiel, Allemagne.
- Le yacht impérial Hohenzollern ouvert le canal de Kiel, 1895. Huile sur toile, 123 × 198 cm. Musée de la Ville, Collection Maritime, Kiel Allemagne[22][source insuffisante].
- Câble vapeur Stephan[23],[24] avant de Yap (Caroline). Huile sur toile, 1905 99 x 148 cm. Musée de la communication, l'ancien Musée de la Poste fédérale, Francfort-sur-le-Main, Allemande.
- Allemagne du Nord paysage d'hiver - Allemande maison frisonne sur la rivière étroite, Huile sur carton, vers 1925, 20 x 30 cm. propriété privée.
- LZ 127 Graf Zeppelin avec un brise-glace russe "Malygin". Huile sur toile, 1931 81 x 121,8 cm. Musée Zeppelin, Friedrichshafen, Allemagne.
- Yacht à vapeur Sazume (雀 japonais, le moineau en français). Huile sur toile, 47 x 66 cm. Musée local de la ville de Rovinj[25], Croatia.
- SMS Budapest dans le port de Fiume. Graphics, 1905, 35 × 57 cm. Maritime and History Museum of Littoral[26], Rijeka, Croatia.
- USS Kentucky. Huile sur carton, 1898, 32 x 47,5 cm. Le Musée maritime croate[27], Split, Croatia.
- Courrier bateau à vapeur Pelikan. Huile sur carton, 1898, 32 x 48 cm. Le Musée maritime croate, Split, Croatia.
- Navire à passagers suédois Kungsholm dans le port de Göteborg[28]. Huile sur carton, 1928, 106 x 137 cm. Le Musée de la Poste[29][source insuffisante], Stockholm, Suède.

## Galerie d'œuvres

Marines militaires et paysages de Kircher
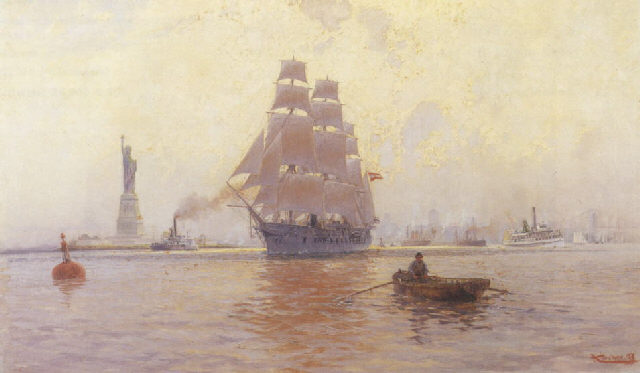
Le Port de New York (1897)
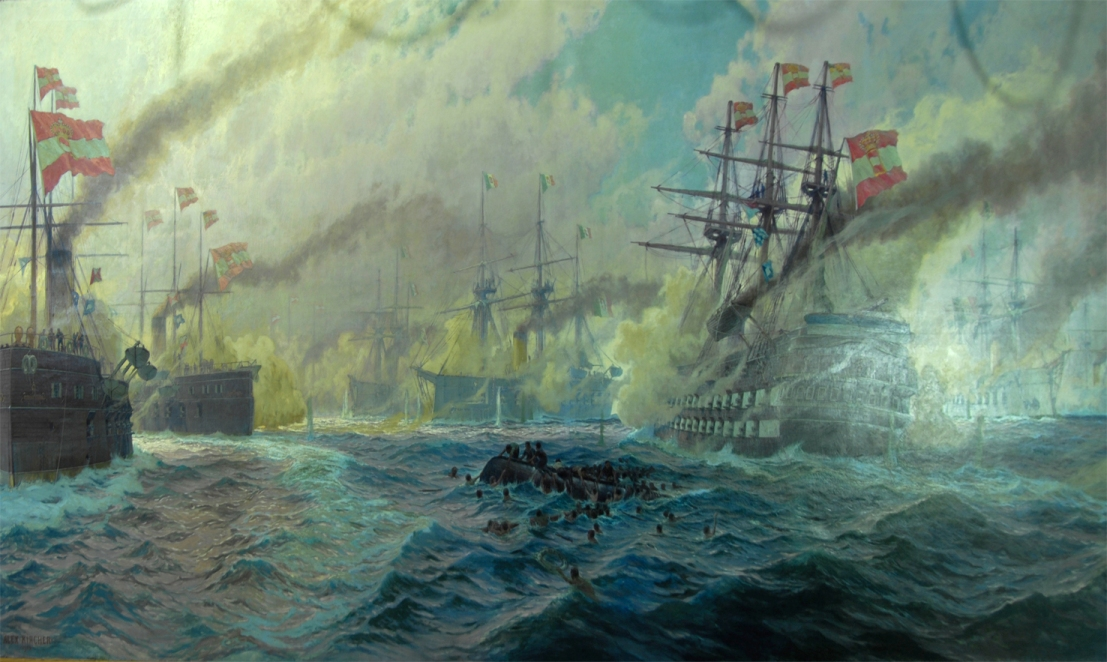
La Bataille de Lissa, musée d'histoire militaire de Vienne (1866)
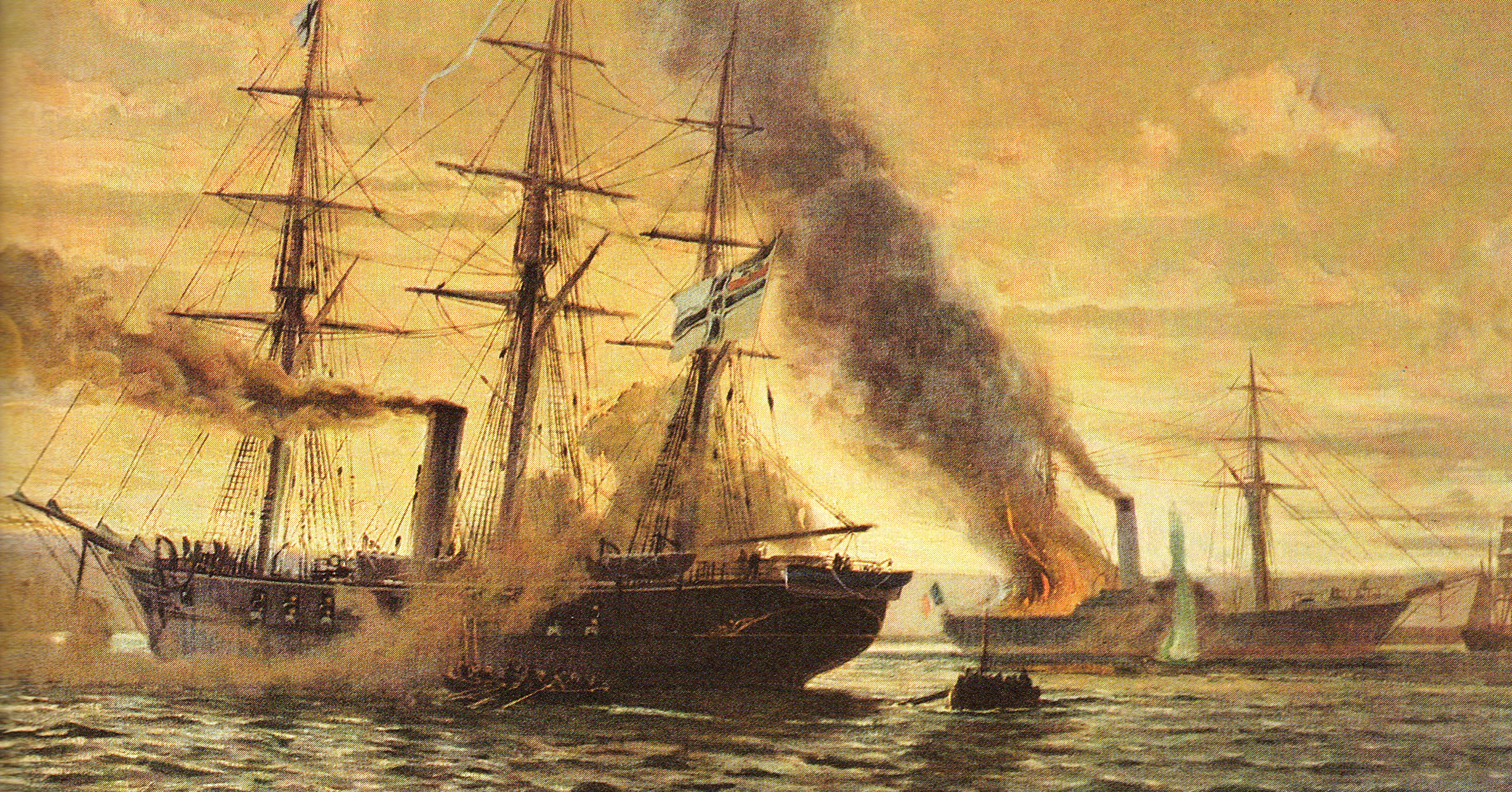
La Corvette allemande Augusta sur la Gironde durant la guerre de 1870
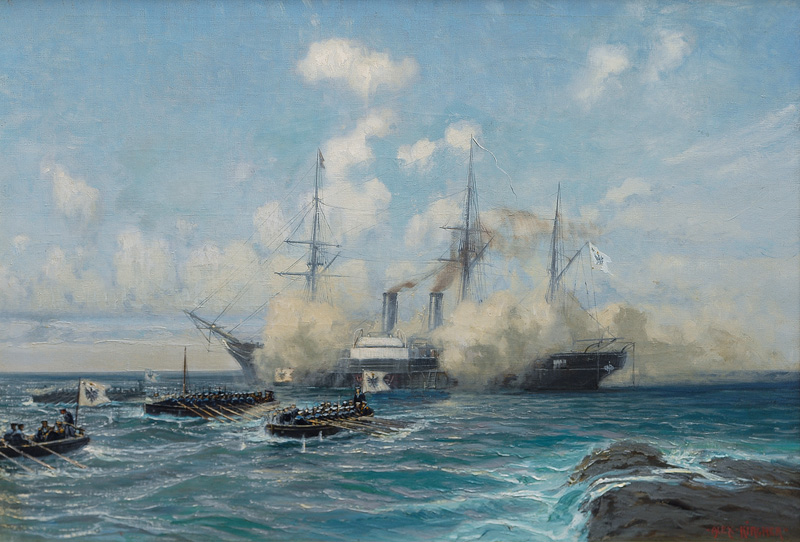
Les bateaux à vapeur de la flotte impériale prussienne (1856)
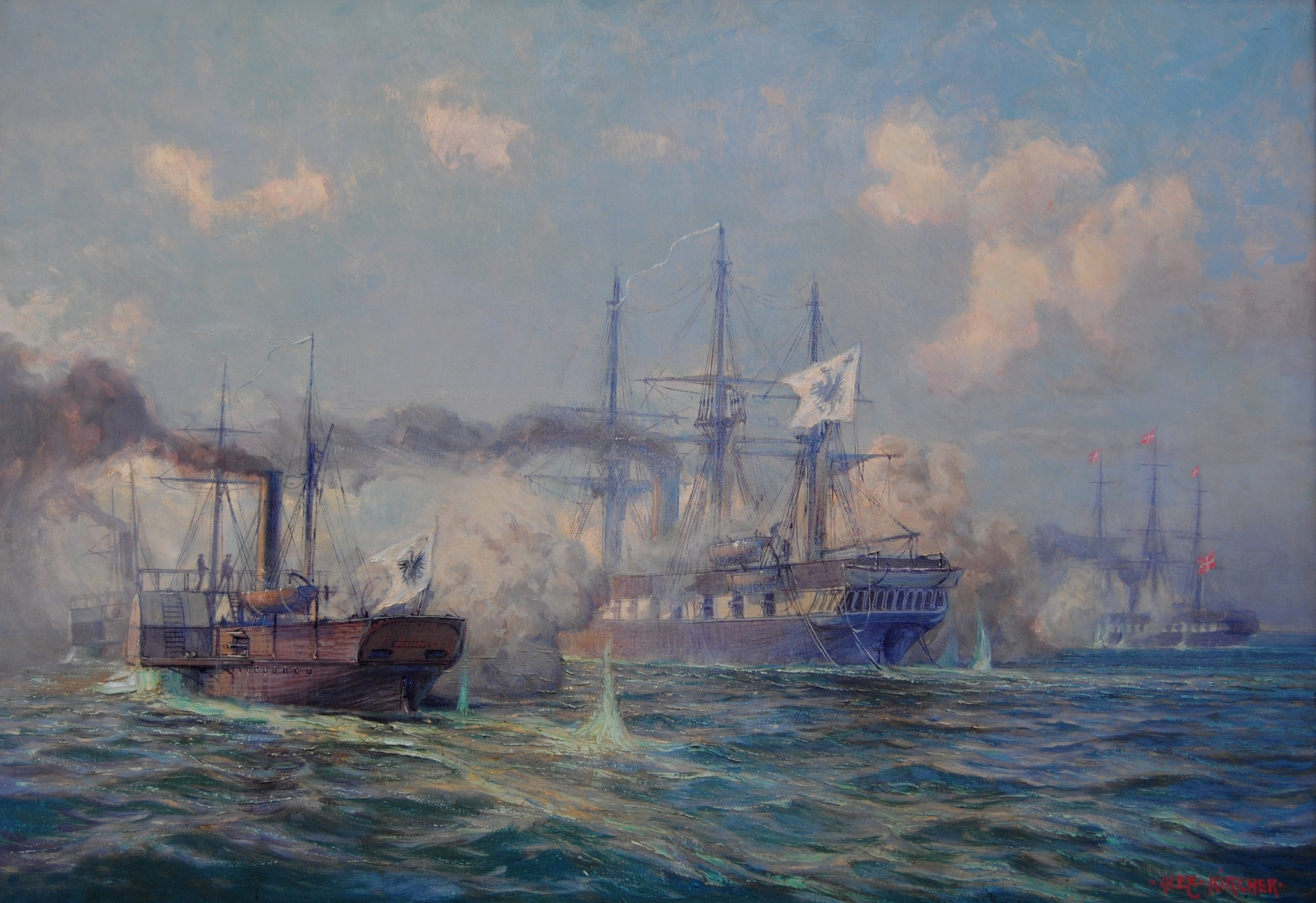
Le Combat de Rügen (1864), Flensburg-Mürwik, Allemagne
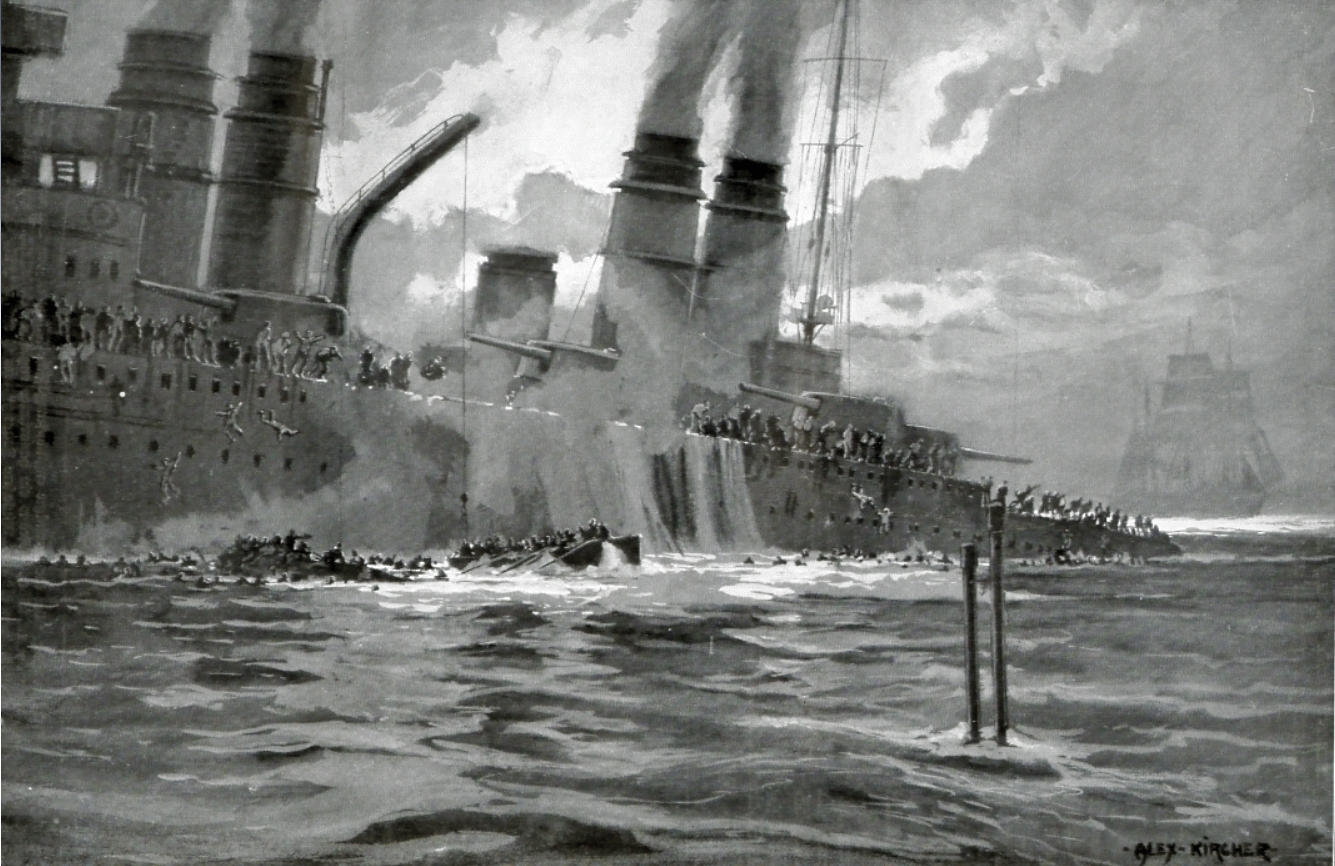
Le Torpillage du croiseur cuirassé Leon Gambetta en 1915
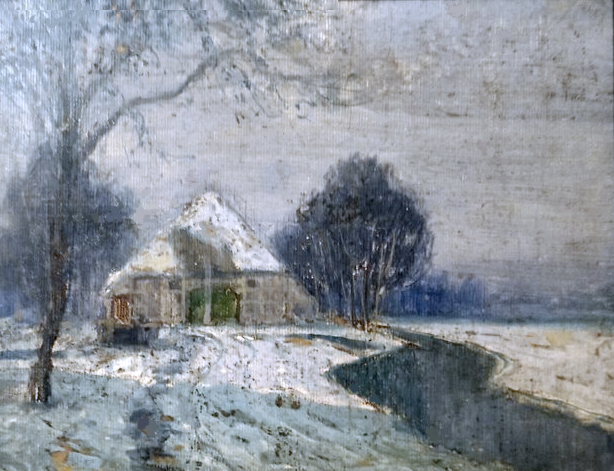
Allemagne du Nord paysage d'hiver (1925)
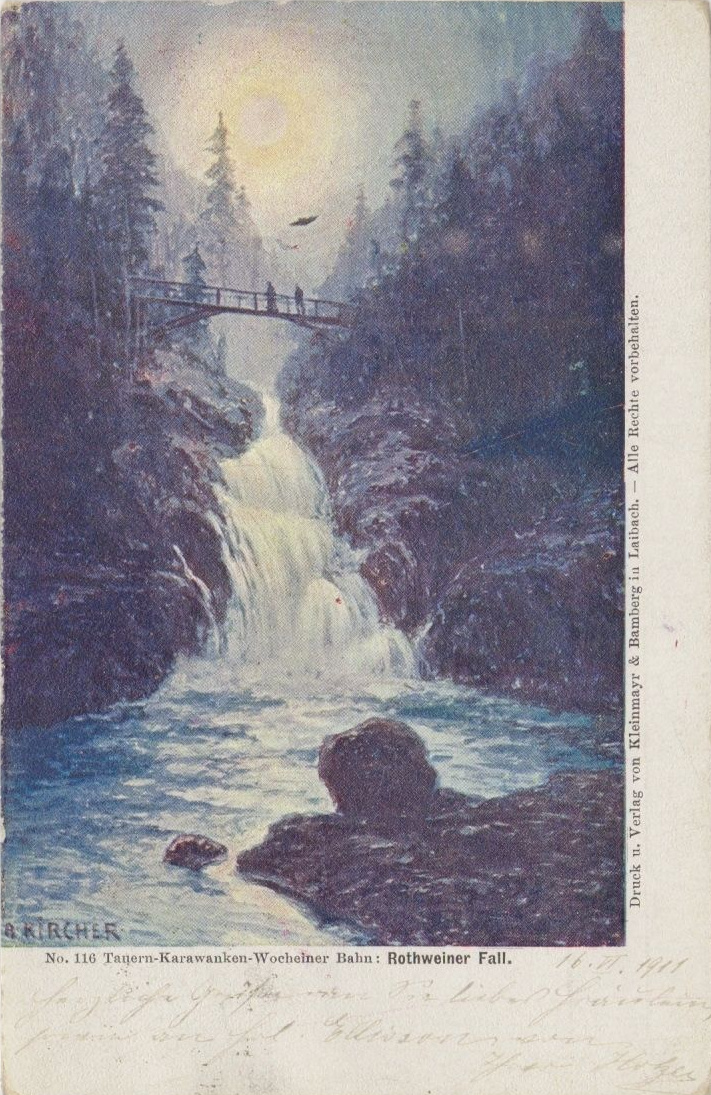
Carte postale de Gorge de Vintgar (1911)
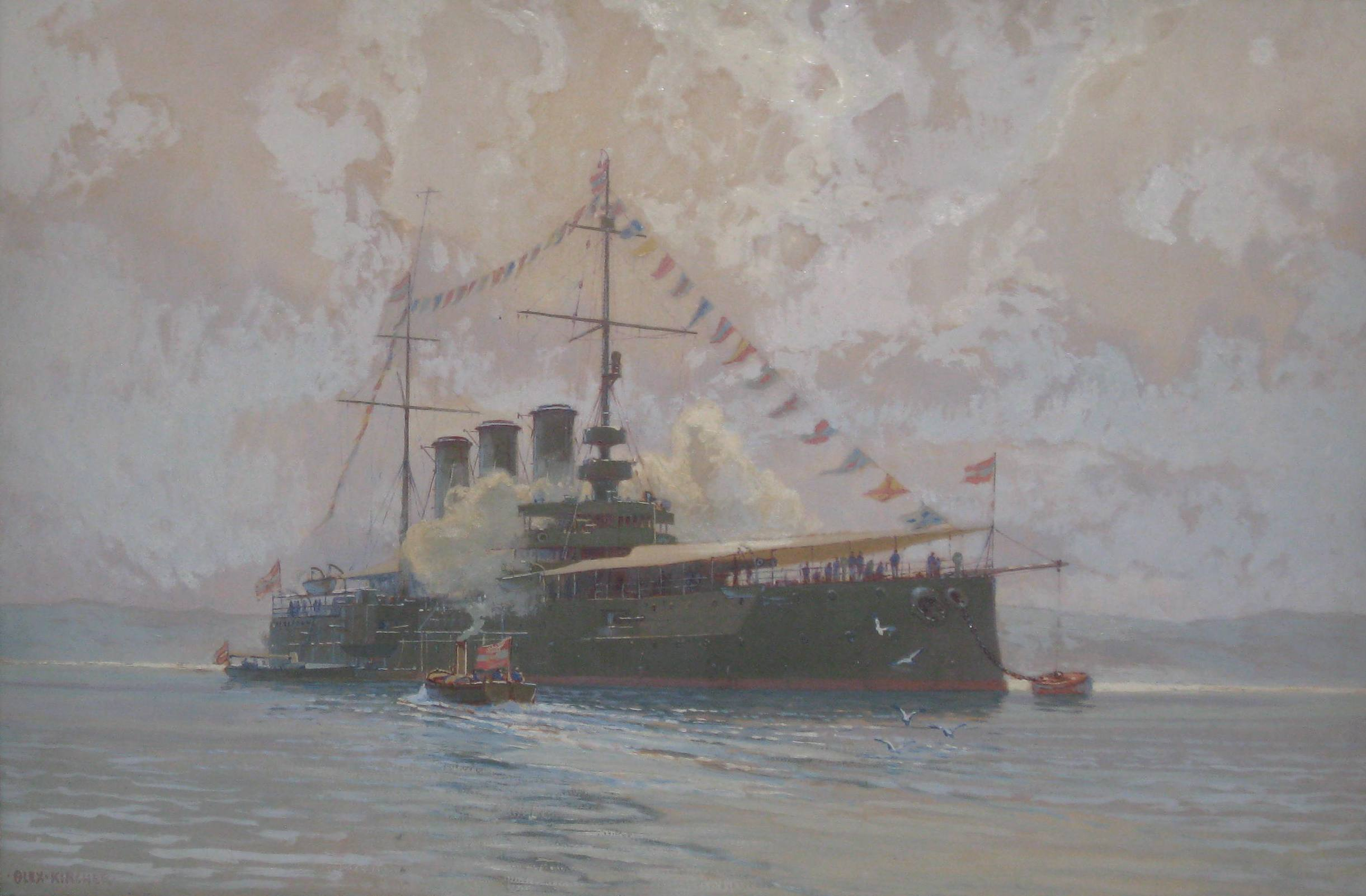
SMS Erzherzog Karl, musée de l'archiduc Franz Ferdinand, Artstetten, Basse-Autriche
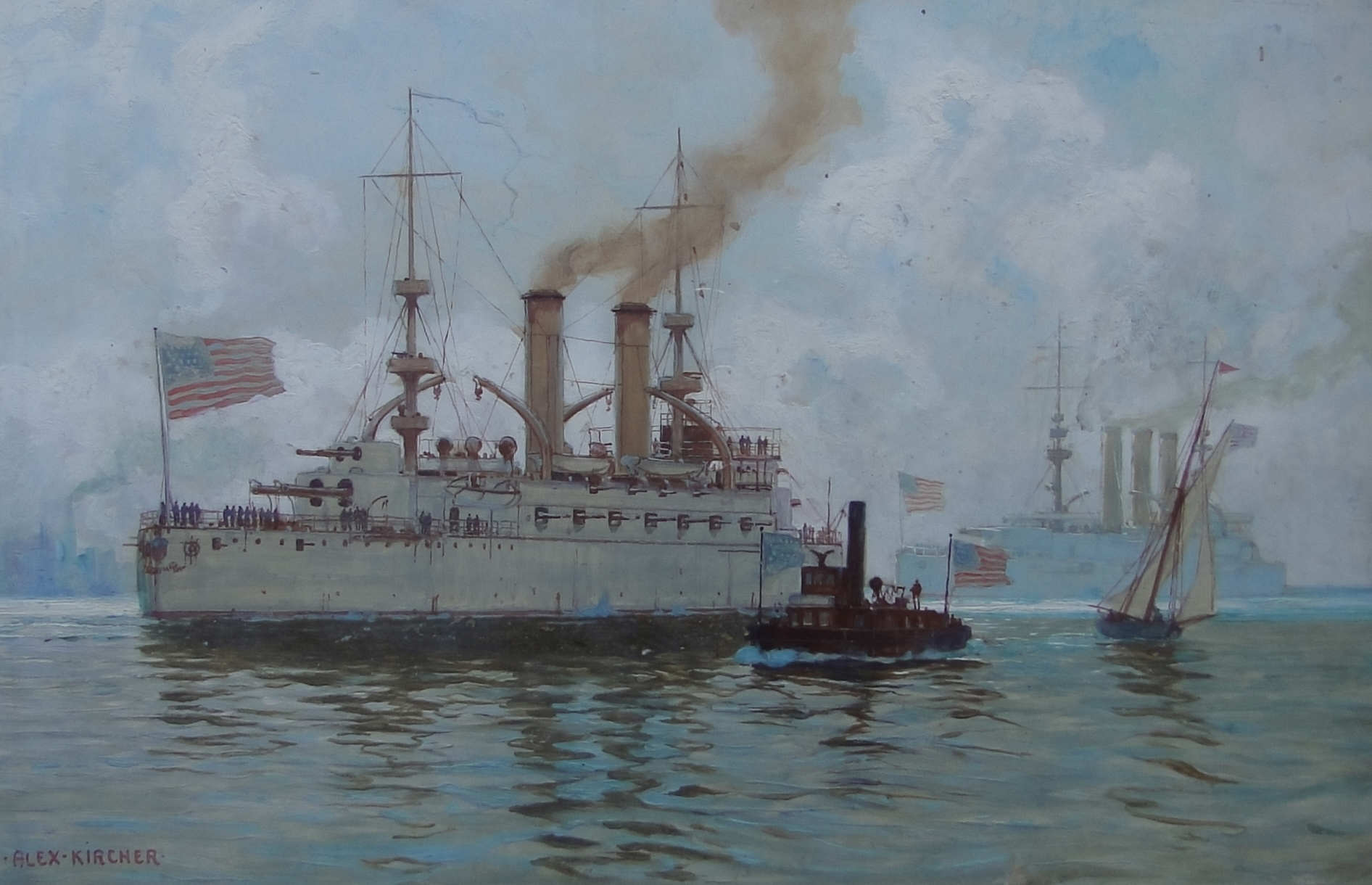
USS Kentucky, Musée maritime croate, Split, Croatie
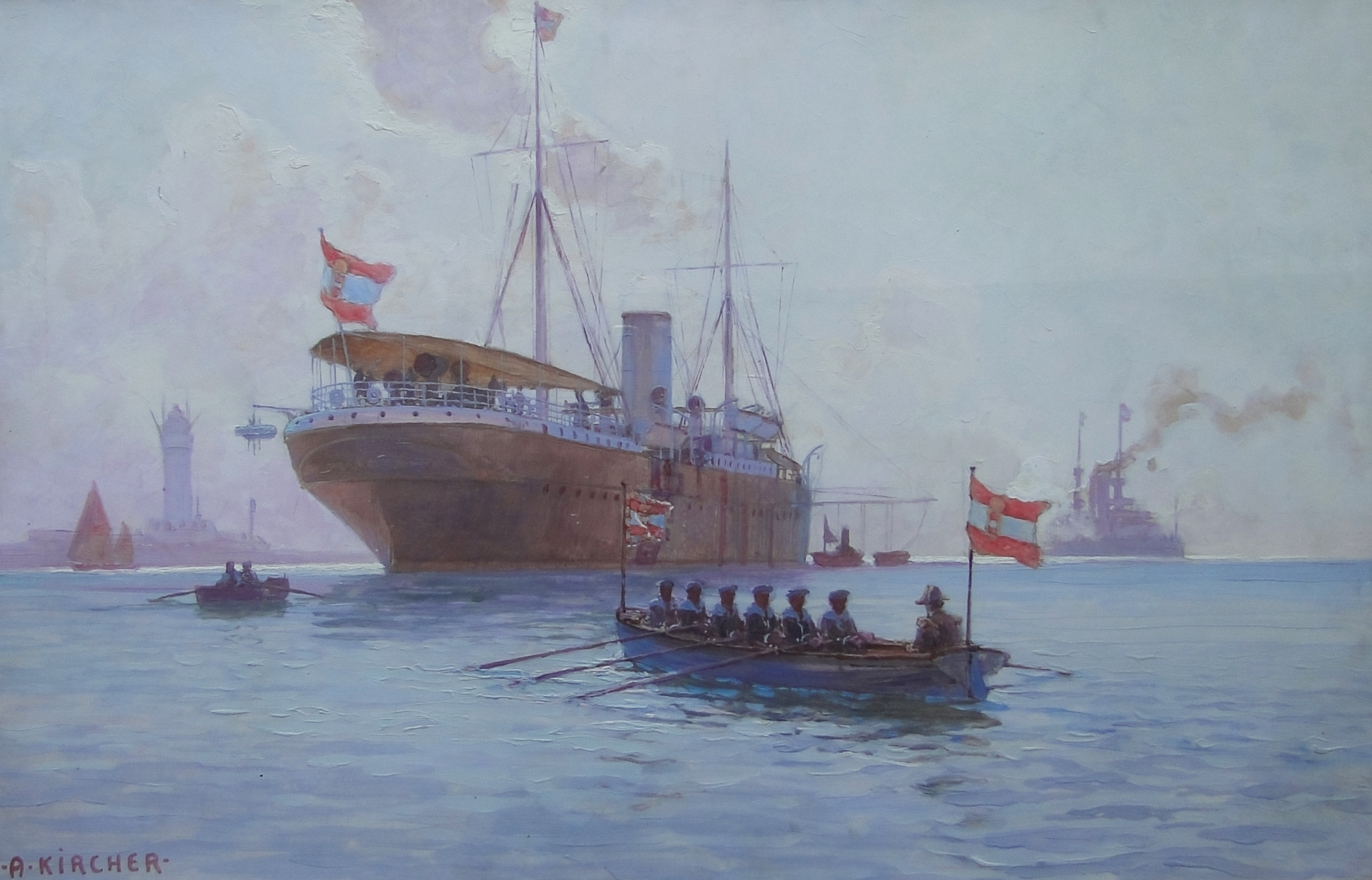
Le Pelikan amarré dans une baie (1891), Musée maritime croate, Split
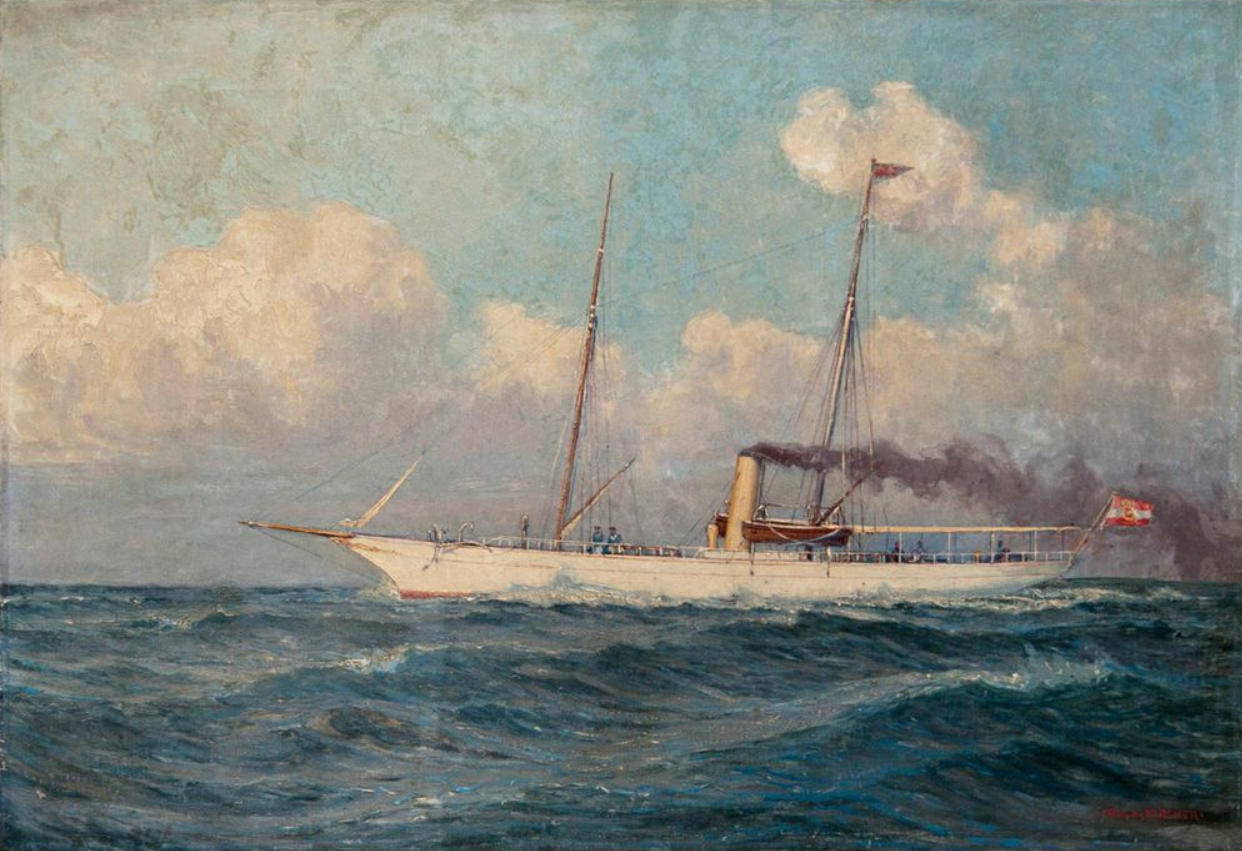
Le Suzume, vers 1894, Musée de la ville de Rovinj, Croatie
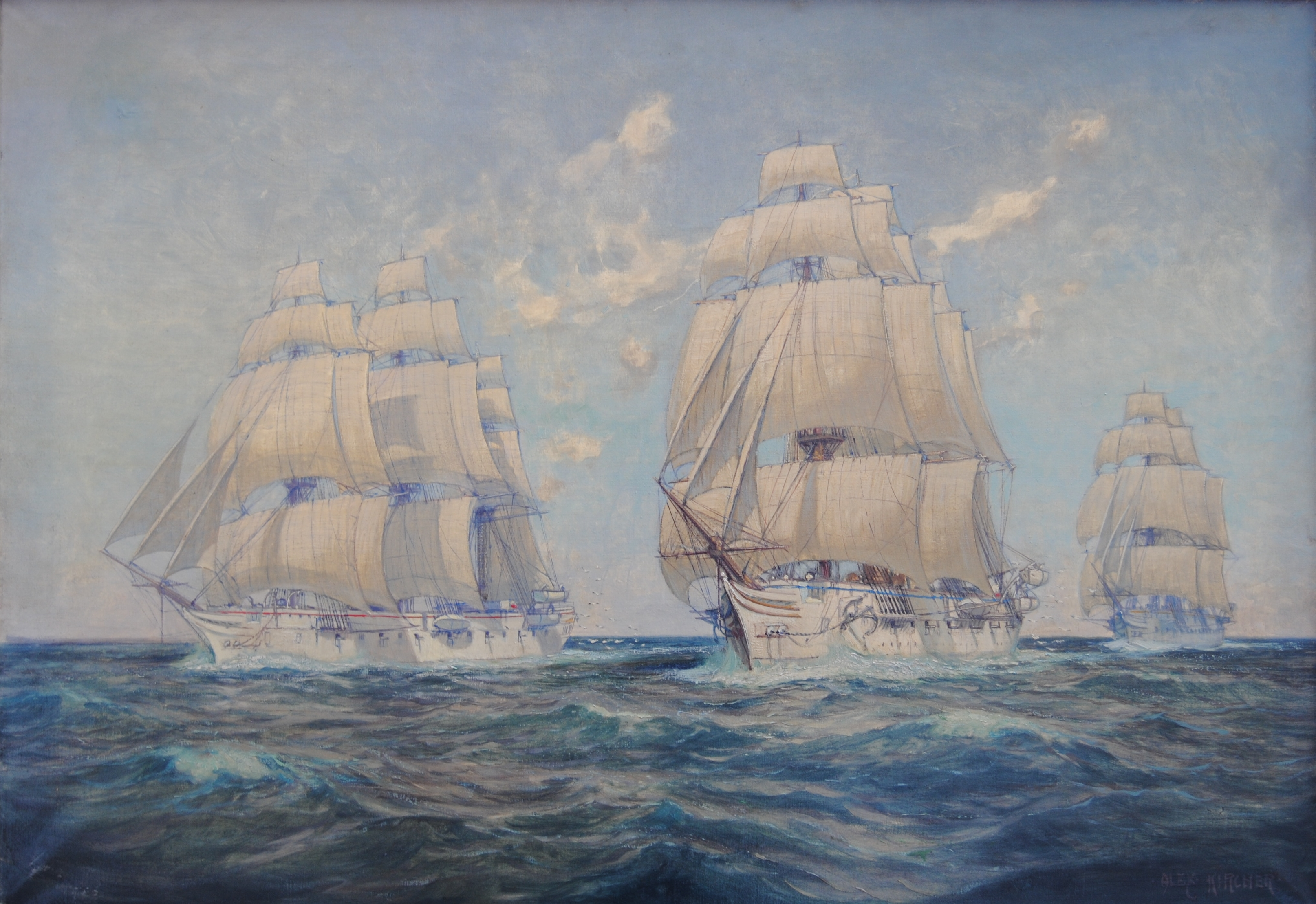
Trois navires écoles de la Marine Impériale — Stosch, Stein et Gneisenau (1896), Centre de formation de la Marine de Flensburg-Mürwik
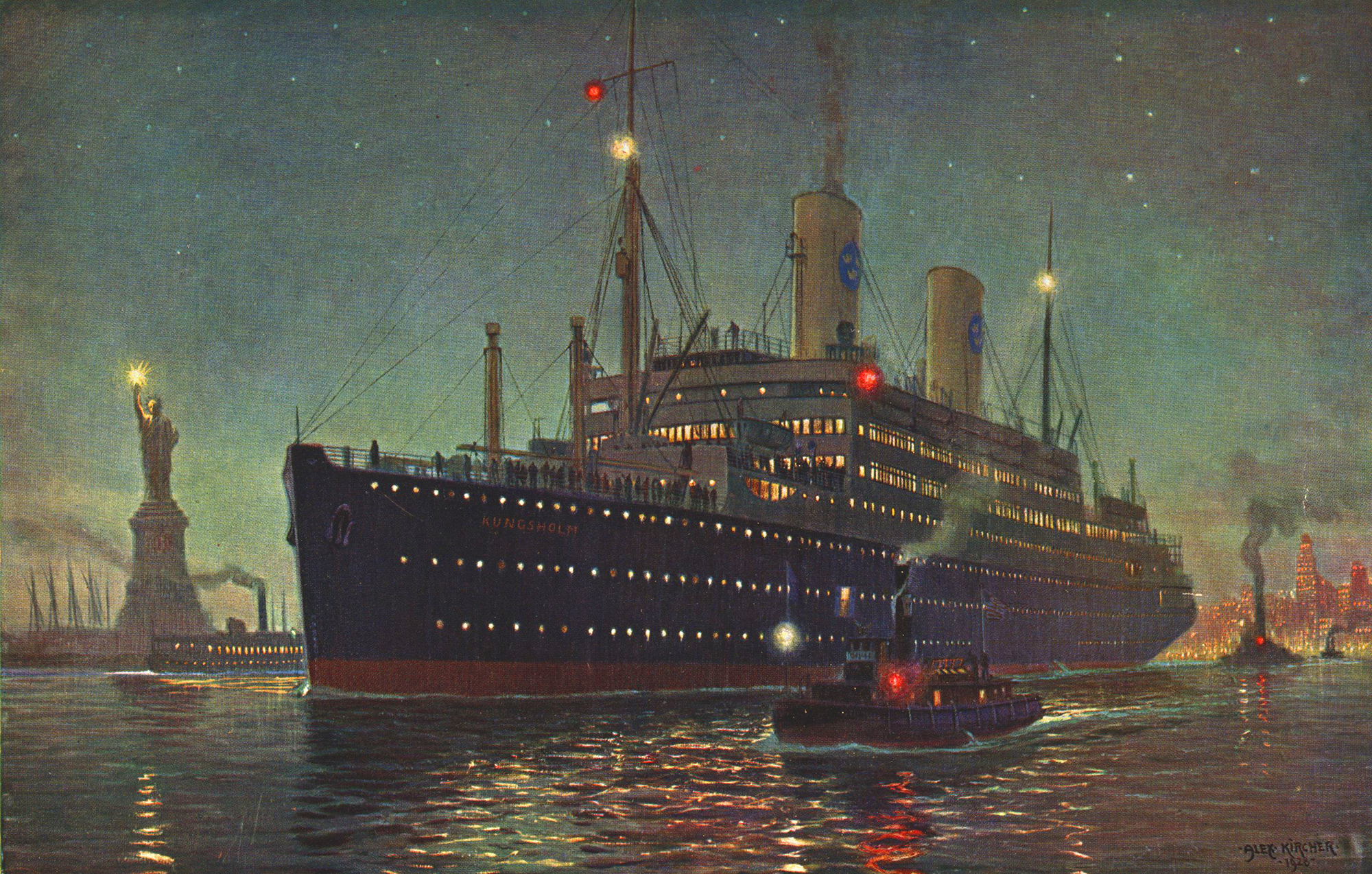
Le paquebot suédois Kungsholm (America Line) quitte le port de New York en 1928
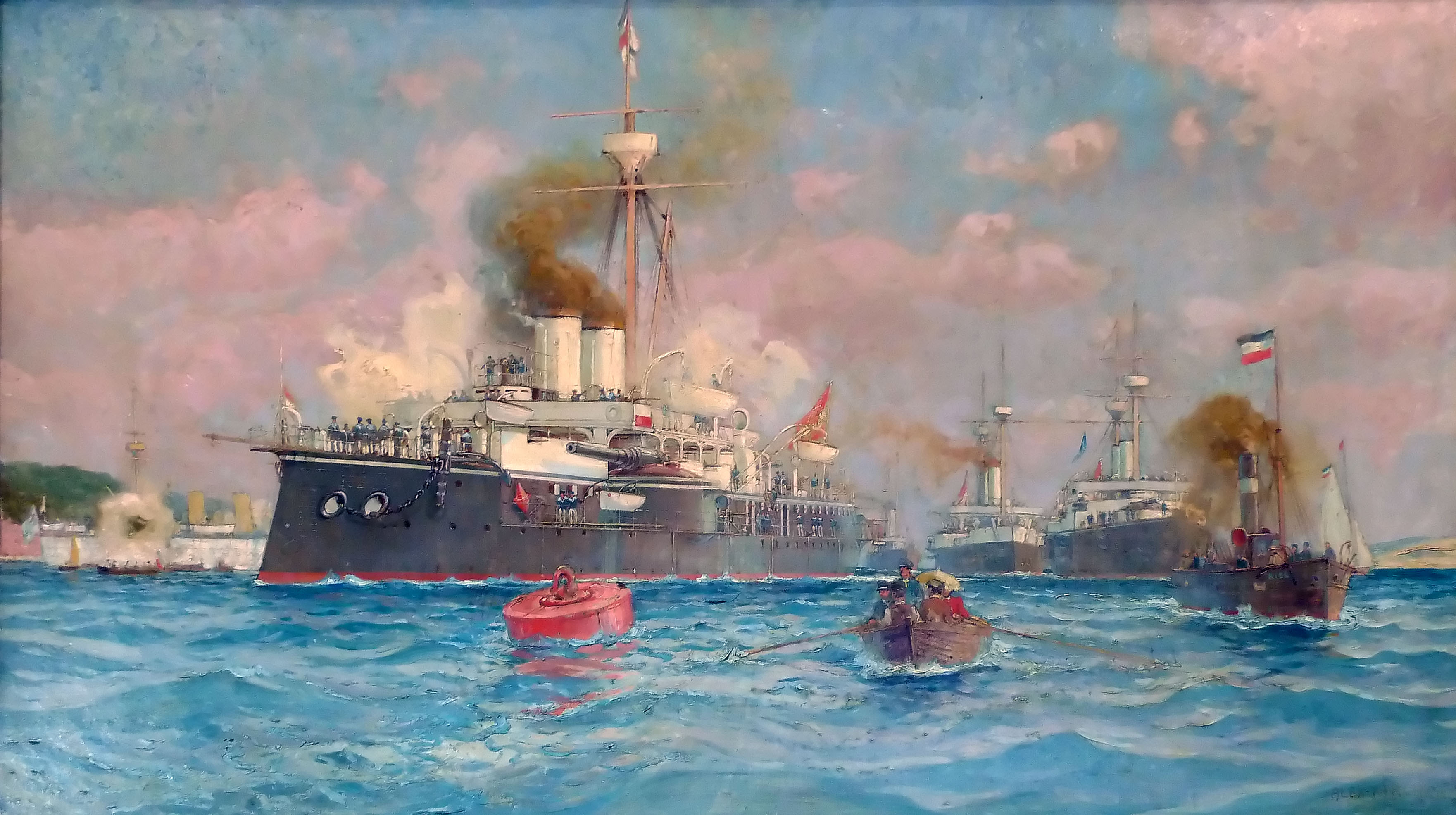
Manœuvres de l'escadron de la flotte impériale[incompréhensible]à Kiel (1890), Musée d'histoire militaire à Vienne
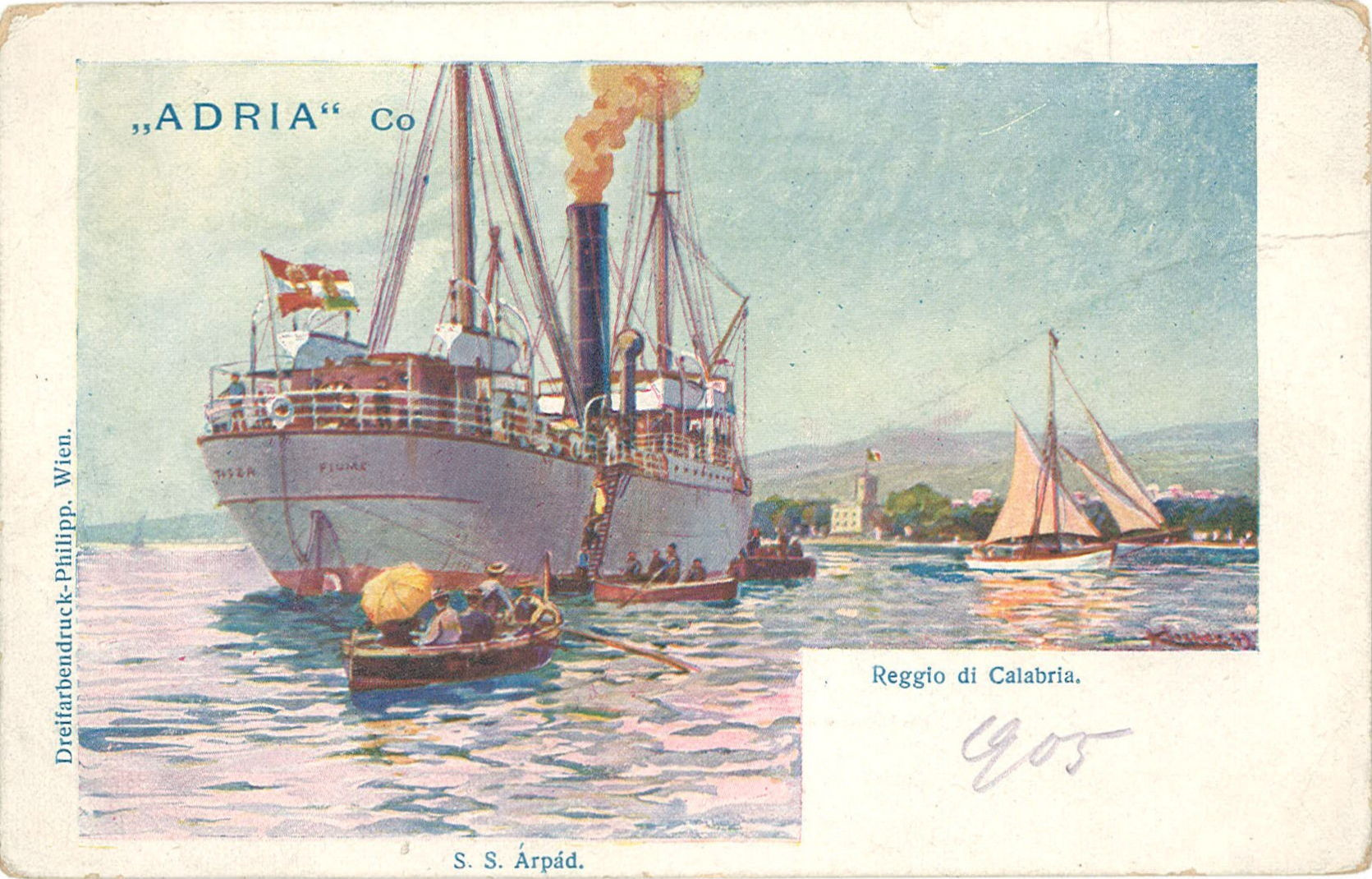
Le SS Árpad vu de l'arrière, carte postale de 1905, issue de la série Istrie et Dalmatie
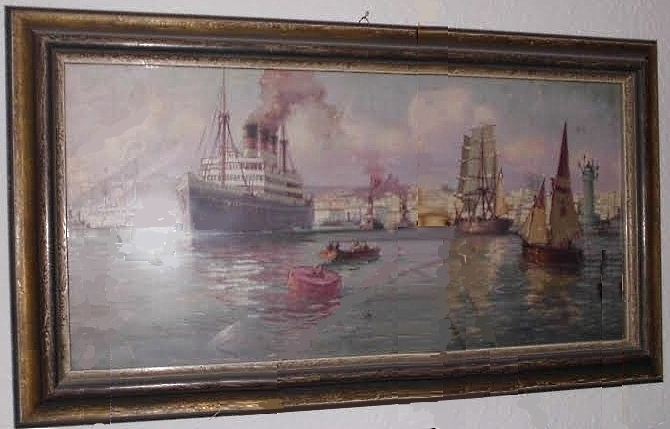
Le paquebot Isonzo dans le golfe de Trieste (1918)
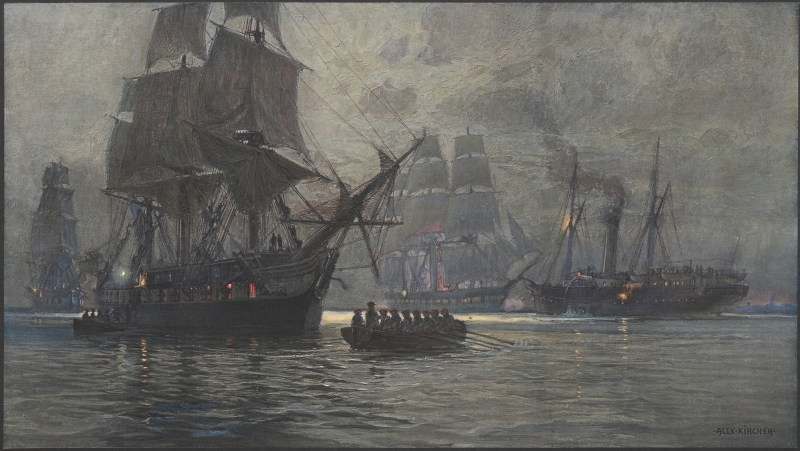
Le blocus de Venise représente le blocus de la marine autrichienne contre la République de San Marco (1849)